# 6307 Maiztegui
6307 Maiztegui eller 1989 WL7 är en asteroid i huvudbältet som upptäcktes den 22 november 1989 av Félix Aguilar-observatoriet. Den är uppkallad efter argentinaren Alberto Maiztegui.
Asteroiden har en diameter på ungefär 9 kilometer och den tillhör asteroidgruppen Maria.